# Pentas nervosa
Pentas nervosa là một loài thực vật có hoa trong họ Thiến thảo. Loài này được Hepper mô tả khoa học đầu tiên năm 1960.